# يان تايلور (لاعب بولينغ)
يان تايلور (بالإنجليزية: Ian Taylor)‏ هو لاعب بولينغ أسترالي، ولد في 19 نوفمبر 1957.